# Ordine del Leone di Norvegia
L'Ordine del Leone norvegese fu un ordine cavalleresco svedese-norvegese fondato da Oscar II, Re di Svezia e di Norvegia, il 21 gennaio 1904, "in memoria dei gloriosi eventi associati alla Norvegia".

## Storia
L'Ordine venne fondato come Ordine supremo norvegese equivalente allo svedese Ordine dei Serafini, ma riservato unicamente al Regno di Norvegia, comprendeva l'unica classe di cavaliere.
L'Unione tra Svezia e Norvegia venne dissolta però nel 1905, prima che venissero concessi conferimenti dell'onorificenza a cittadini norvegesi. Re Oscar II nominò cavalieri dell'Ordine, per tanto, solo alcuni membri della Casa reale di Svezia e alcuni cavalieri onorari stranieri. Il nuovo re Haakon VII di Norvegia decise di non conferire questa onorificenza, pur rimanendone Gran maestro senza comunque mai indossarne le insegne. L'Ordine, cessato per tanto nell'ordinamento svedese e passato nella fons honorum del sovrano norvegese, divenne di fatto quiescente e fu abolito ufficialmente con una risoluzione di corte di re Haakon VII l'11 maggio 1952. L'ultimo cavaliere vivente fu re Gustavo VI Adolfo di Svezia il quale morì nel 1973.

## Insegne

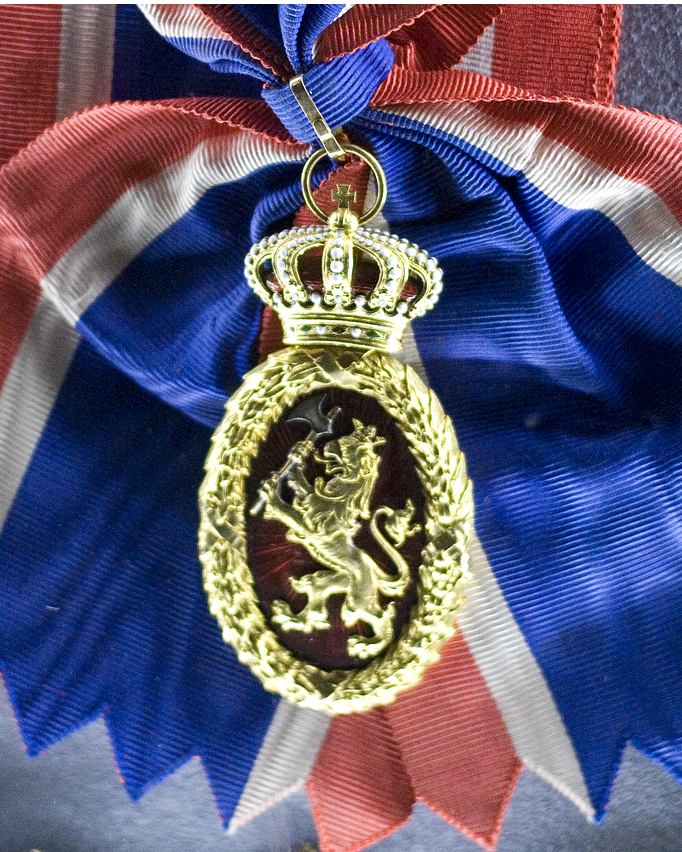
La medaglia dell'Ordine

La medaglia dell'Ordine consiste in un medaglione ovale sormontato dalla corona svedese ed affiancato da una cornice d'oro avente in centro un'area smaltata di rosso con un leone d'oro (stemma della Norvegia). Sul retro, nello spazio centrale, si trova il motto in norvegese: "Over Dybet mot Høiden" (Oltre il profondo verso l'alto). Il medaglione è di cm 9 di altezza e pesa g 62.
La placca dell'Ordine consiste in una stella a croce greca d'oro a otto punte smaltata di bianco con al centro un medaglione smaltato di rosso con un leone d'oro al centro. Su ciascuna delle otto punte della stella si trova otto punte è che un bianco smaltato greco con al centro un medaglione con il Leone norvegese. Su ciascuna delle otto punte della stella si trovano altrettante sfere d'oro. Attorno al medaglione centrale si trova una catena con alternato lo stemma araldico norvegese e il monogramma del fondatore. La stella è alta cm 9 e pesa g 93, il tutto è in oro 18 carati.
Il collare dell'Ordine è composto da una catena d'oro del peso complessivo di 450 grammi e la lunghezza di poco superiore al metro. Lungo la catena si alternano nove monogrammi del fondatore a otto stemmi araldici norvegesi.
Il nastro è blu con una striscia rossa e una bianca per parte.

## Elenco completo dei cavalieri

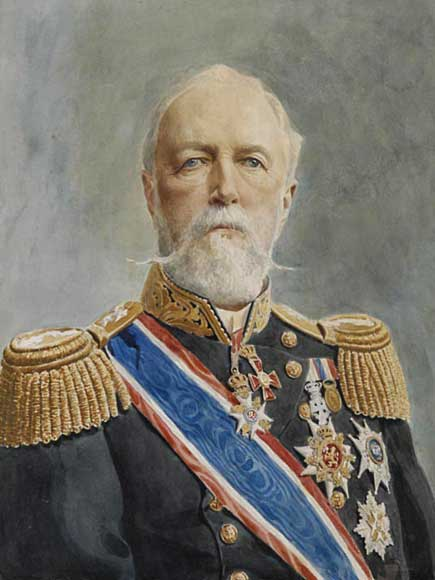
Oscar II con la fascia e la stella dell'Ordine

In occasione del proprio genetliaco, il 21 gennaio 1904, che rappresenta l'unica concessione dell'onorificenza, re Oscar II conferì l'Ordine ai seguenti cavalieri: 
- S.M. Oscar II, re di Svezia e di Norvegia (fino al 26 ottobre 1905) poi re di Svezia
- S.A.R. Gustavo di Svezia e Norvegia, Principe della Corona e Duca di Värmland, poi S.M. Gustavo V re di Svezia
- S.A.R. Principe Carlo di Svezia e Norvegia, Duca di Västergötland
- S.A.R. Principe Eugenio di Svezia e Norvegia, Duca di Närke
- S.A.R. Principe Gustavo Adolfo di Svezia e Norvegia, Duca di Scania poi S.M. Gustavo VI Adolfo re di Svezia, ultimo cavaliere vivente al 1973
- S.A.R. Principe Guglielmo di Svezia e Norvegia, Duca di Södermanland
- S.A.R. Principe Erik di Svezia e Norvegia, Duca di Västmanland

Re Oscar II conferì successivamente, inoltre, delle concessioni onorarie dell'Ordine ad alcuni sovrani e capi di stato esteri: 
- S.M.I. e R. Guglielmo II, Imperatore tedesco e re di Prussia (27 gennaio 1904)

- S.M.I. e R. Francesco Giuseppe I, Imperatore d'Austria e re d'Ungheria (5 aprile 1904)
- S.M. Cristiano IX, re di Danimarca (10 settembre 1904)
- S.E. Émile Loubet, Presidente della Repubblica francese (1º dicembre 1904, ultimo insignito dell'Ordine).

Re Haakon VII di Norvegia divenne formalmente Gran Maestro dell'Ordine il 18 novembre 1905 ma non indossò mai le insegne.